# Templado
Templado (1985-2008) est un cheval de spectacle lusitanien à la robe presque blanche, portant une immense crinière frisée qui a fait pour beaucoup sa réputation. Il est mort à 24 ans le 25 octobre 2008, des suites d'un problème de reins.

## Histoire
Templado est né le 11 juin 1985, fils de Perdigon VI et de Lequina, dans la région d'Avignon. À l'âge d'un an, il est vendu et vit dans un troupeau de chevaux en liberté dont le propriétaire n'a pas le temps de s'occuper. Trois ans plus tard, le propriétaire rend Templado à ses éleveurs car il est devenu complètement sauvage et ne laisse plus les hommes l'approcher.
Magali Delgado et Frédéric Pignon, les éleveurs de Templado, produisent des spectacles équestres internationaux et reprennent le dressage de Templado pendant cinq ans avec beaucoup de patience et de douceur pour en faire un cheval de spectacle. Templado progresse suffisamment pour participer à son premier spectacle en 1993, pendant Cheval Passion en Avignon. C'est une révélation pour le public qui découvre l'étalon, et pour ses dresseurs qui lui découvrent des allures spectaculaires et un véritable sens de la scène. Templado se fait connaître internationalement, participe à des séances avec de grands photographes et à des spots de publicité. Une figurine Breyer est créée à son effigie.
Templado participe notamment au spectacle Cavalia avant d'être mis à la retraite à l'âge de 22 ans. Il meurt en 2008.

## Description
Templado est devenu célèbre en grande partie grâce à son apparence spectaculaire. C'est un véritable « cheval de poupée Barbie » ou « de conte de fée ». Ce lusitanien à la robe grise d'apparence presque blanche porte une immense crinière frisée, si longue qu'elle lui arrive presque au niveau des sabots. En plus de son physique avantageux, Templado est connu pour son comportement de star et son amour de la scène.